# 빌 메리스
빌 메리스(영어: Bill Maris)는 미국의 투자가, 벤처 사업가로, 구글 벤처스의 설립자이며 현 CEO이다. 일찍부터 차세대 생명과학과 인공지능 기술에 관심을 가진 메리스는 미들버리 대학교, 듀크 대학교에서 뇌과학을 수학했다. 2014년 싱어송라이터 트리스턴 프리티먼과 결혼했다.